# ایلانسکیی (شهر)
شهر ایلانسکی (به روسی: Иланский) در کشور روسیه و در کرای کراسنویارسک واقع شده‌است.